# Aleșd
Aleșd (pronunciació en romanès: [aˈleʃd] (en hongarès: Élesd, eslovac: Alešď) és una ciutat del comtat de Bihor, a l'oest de Romania. Es troba a l'est del comtat, prop de la frontera amb el comtat de Cluj.

## Geografia
Aleșd es troba a la línia ferroviària principal entre Oradea i Bucarest. En conseqüència, és servit per trens ràpids i interurbans (IC) freqüents des de Cluj-Napoca, Bucarest, Arad i Timișoara. Alesd es troba a la part oriental del comtat de Bihor, al DN 1 (E 60), a 38 km d'Oradea i a 112 km de Cluj-Napoca.

## Història
Després del trencament d'Àustria-Hongria el 1918, la ciutat va passar a formar part de Romania el 1920. Com a resultat del Segon Arbitratge de Viena, va ser retornat a Hongria entre 1940 i 1945. Aleșd va ser declarada ciutat el 1968. És cert que al principi Aleșd es trobava a la vora del riu Crișul Repede (que significa "El riu ràpid"), a la seva plana inundable. A la primera meitat del segle xviii, la població es va traslladar a la terrassa del marge dret del riu Crișul Repede, al lloc que ocupa avui. El moviment es va fer per escapar de les freqüents inundacions.
Aleșd té una població de 9.619 habitants (cens del 2011), format per romanesos (63,9%), hongaresos (16,04%), gitanos (12,73%), eslovacs (6,59%) i altres (0,42%). Administra tres pobles: Pădurea Neagră (Feketeerdő), Peștiș (Sólyomkőpestes) i Tinăud (Tinód).

## Administració
Alesd City està dirigida per un alcalde i un consell local compost per 17 regidors. L'alcalde, Ioan Coloman Todoca, del Partit Nacional Liberal, va ser elegit el 2016.

## Galeria

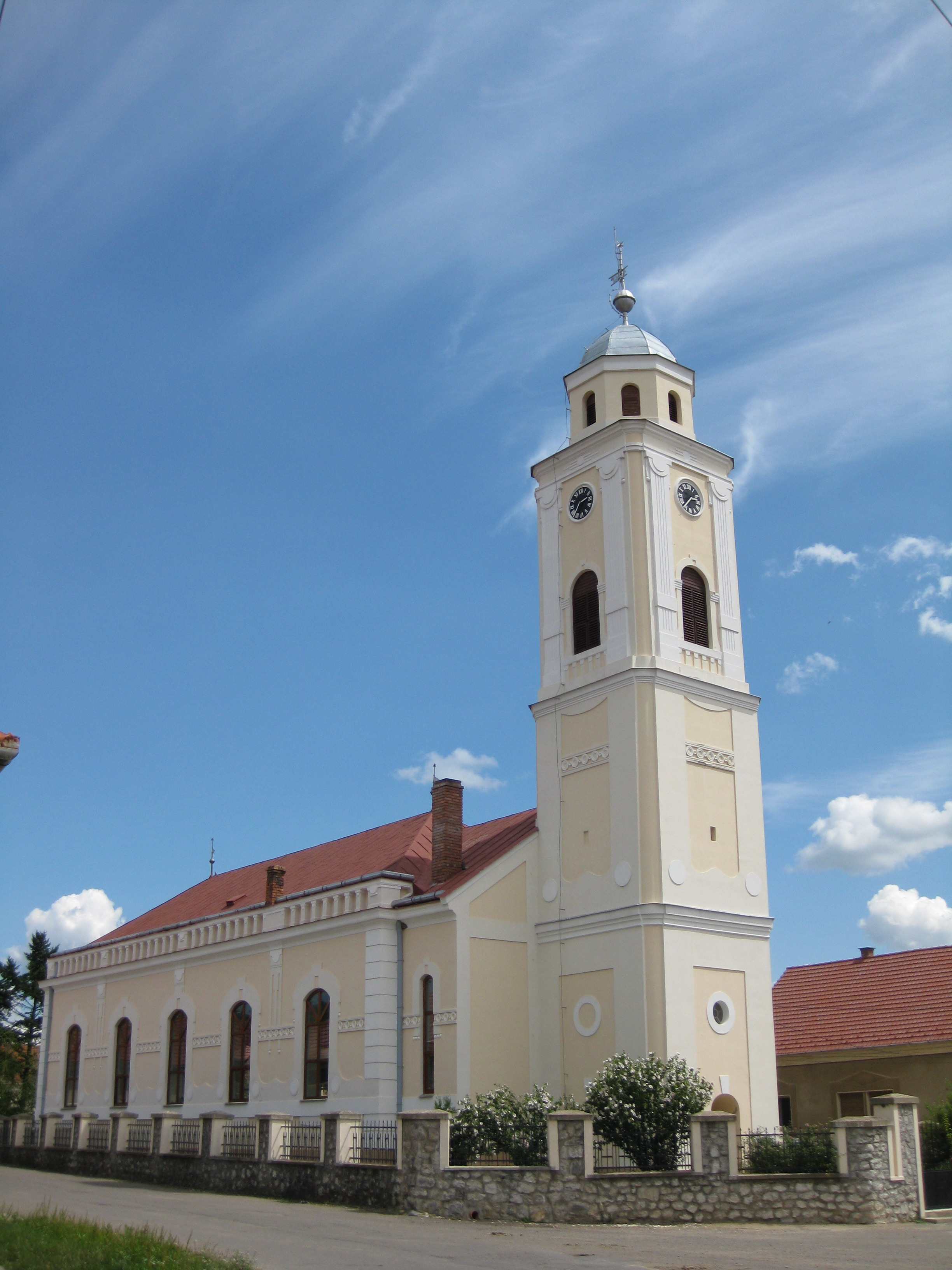
Església reformada
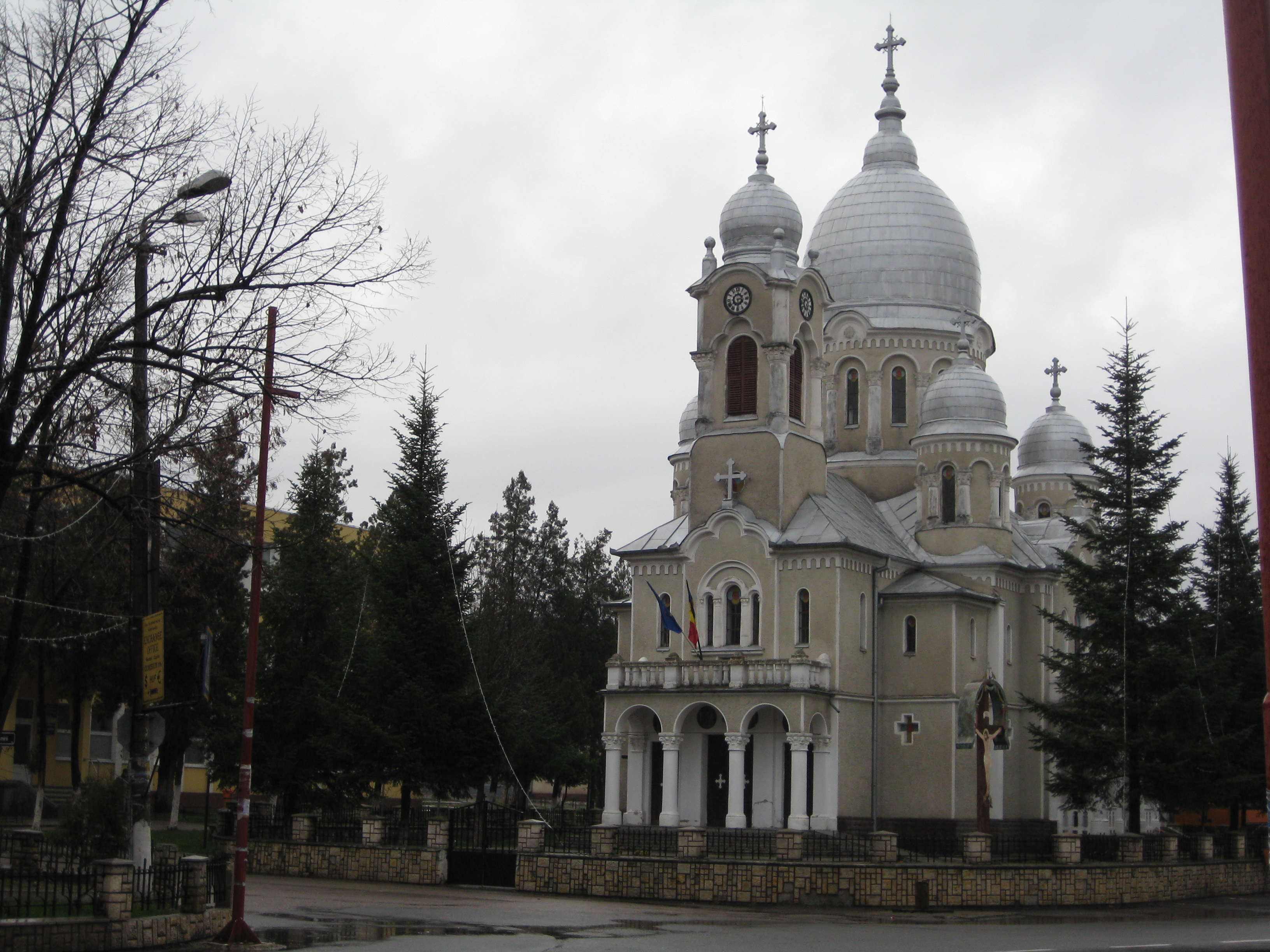
Església ortodoxa
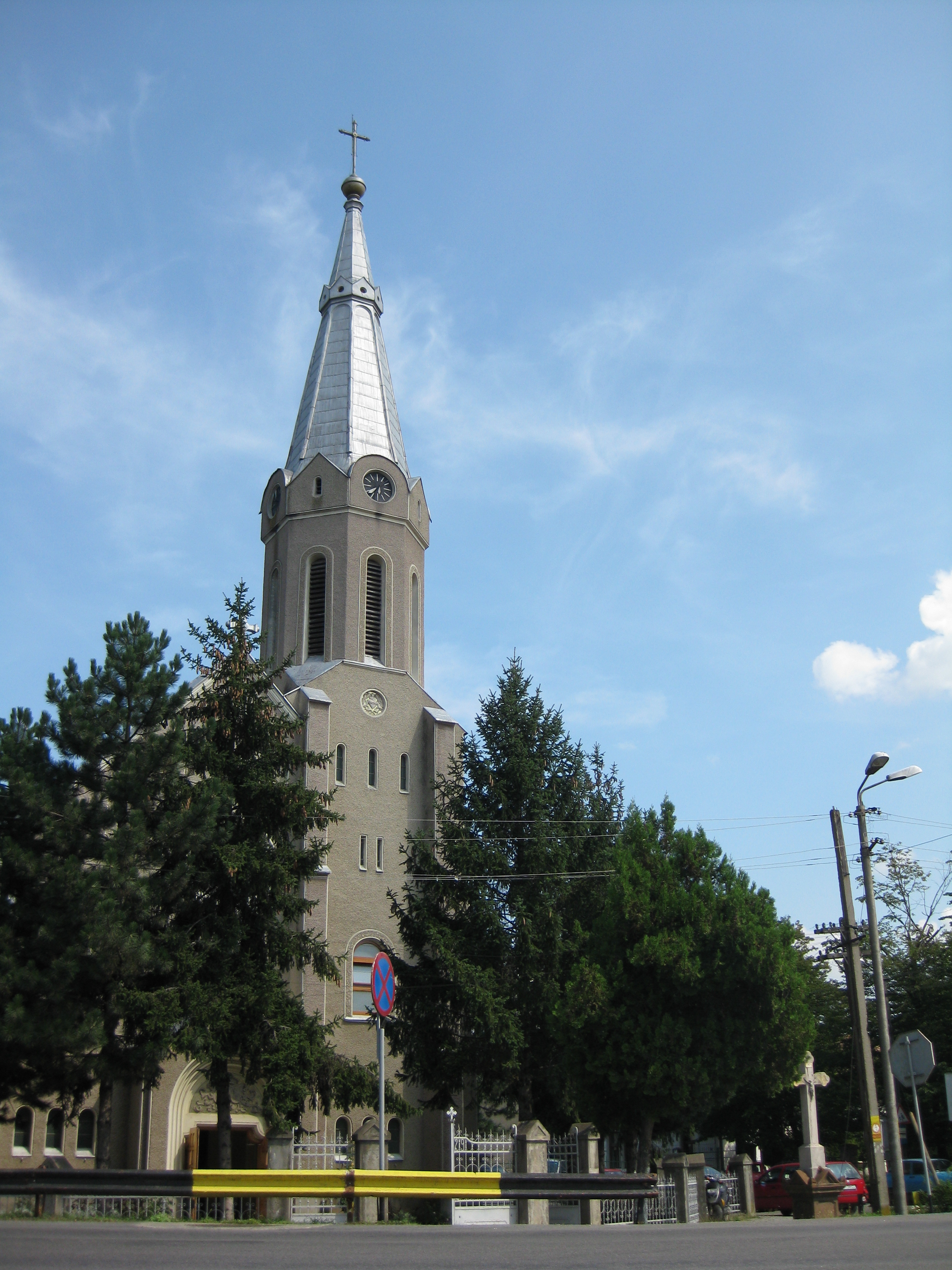
Església catòlica romana
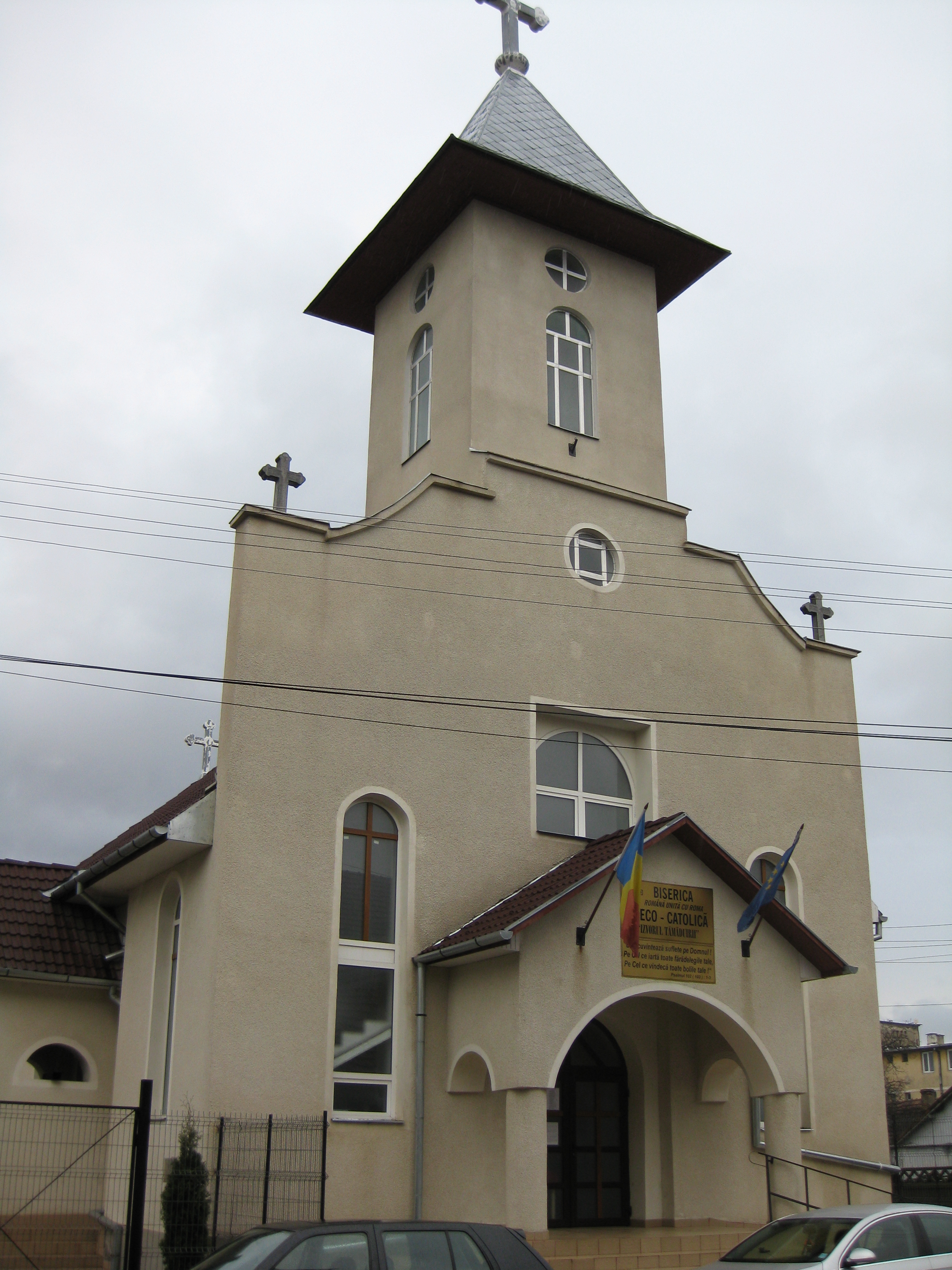
Església greco-catòlica
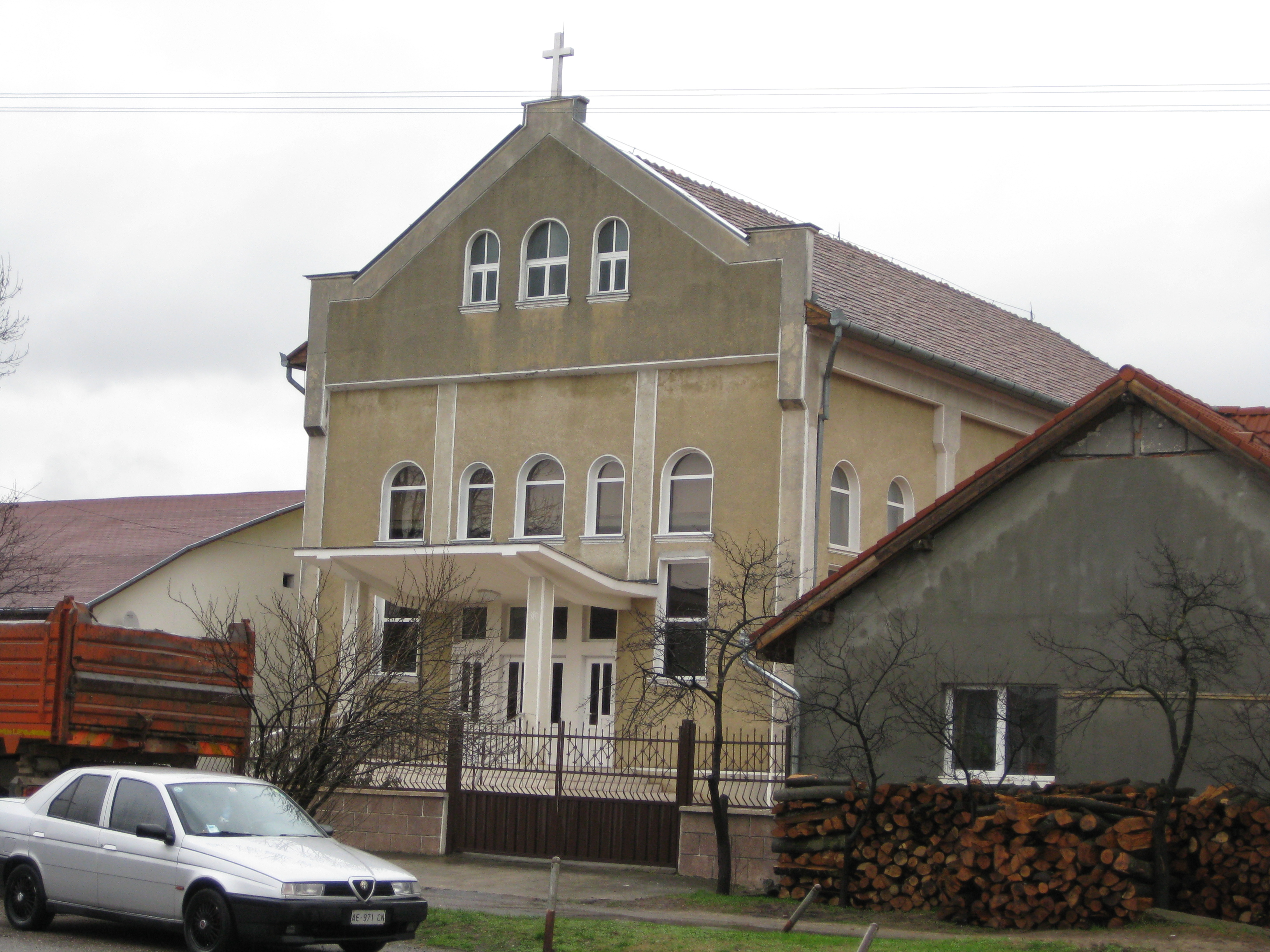
Sala d'oracions baptistes
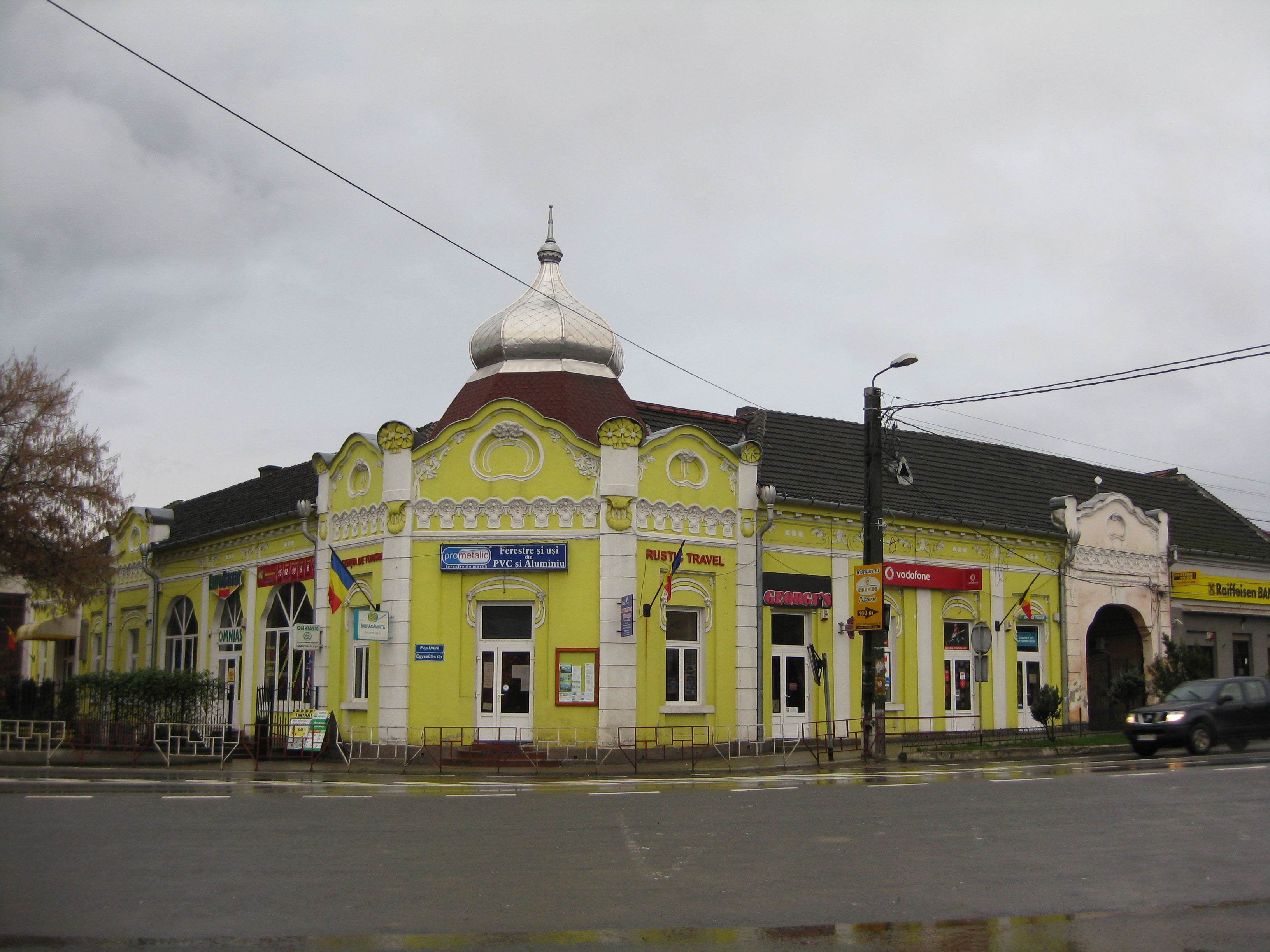
L'antic hotel Erzsébet
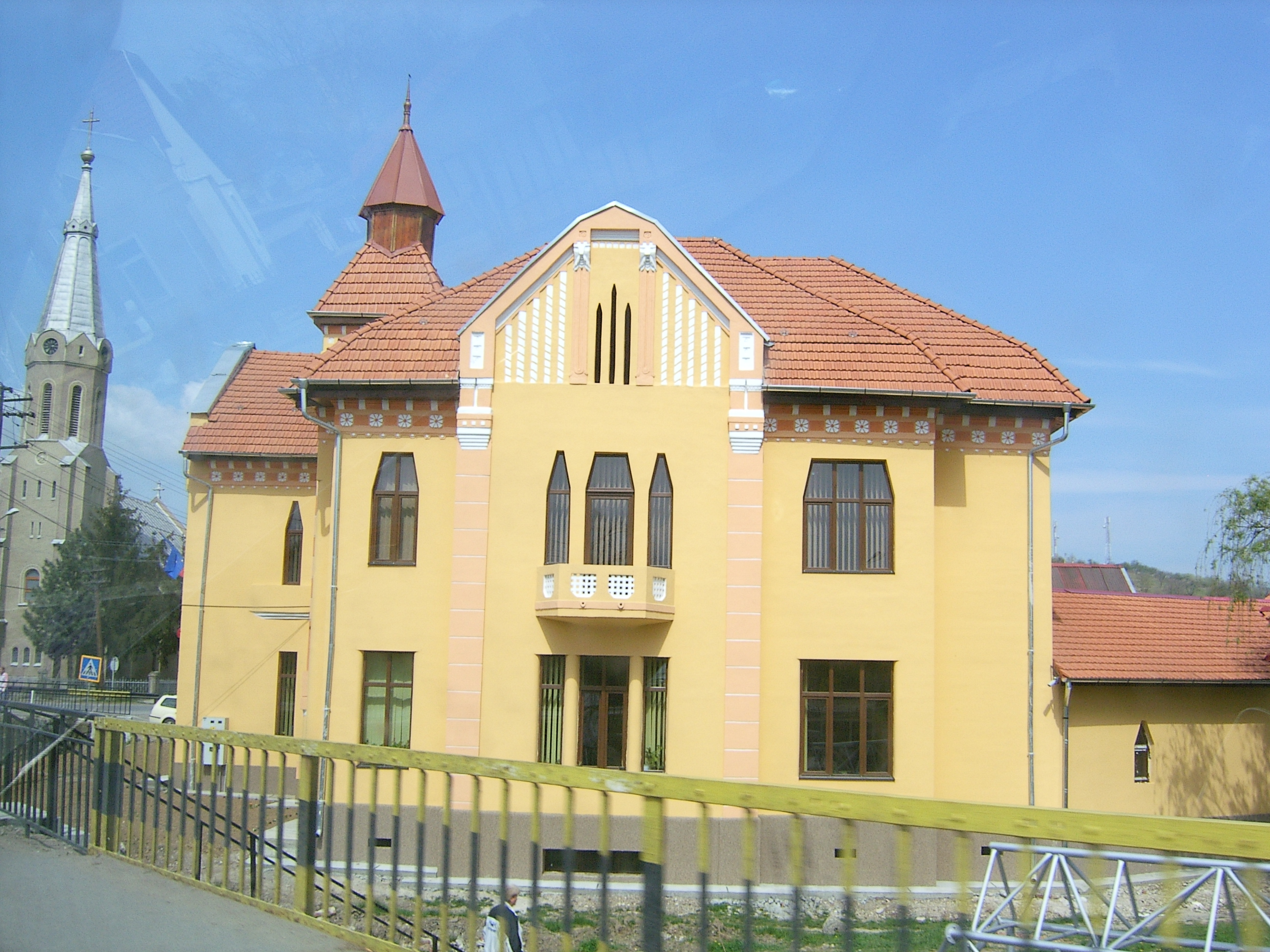
Létai House
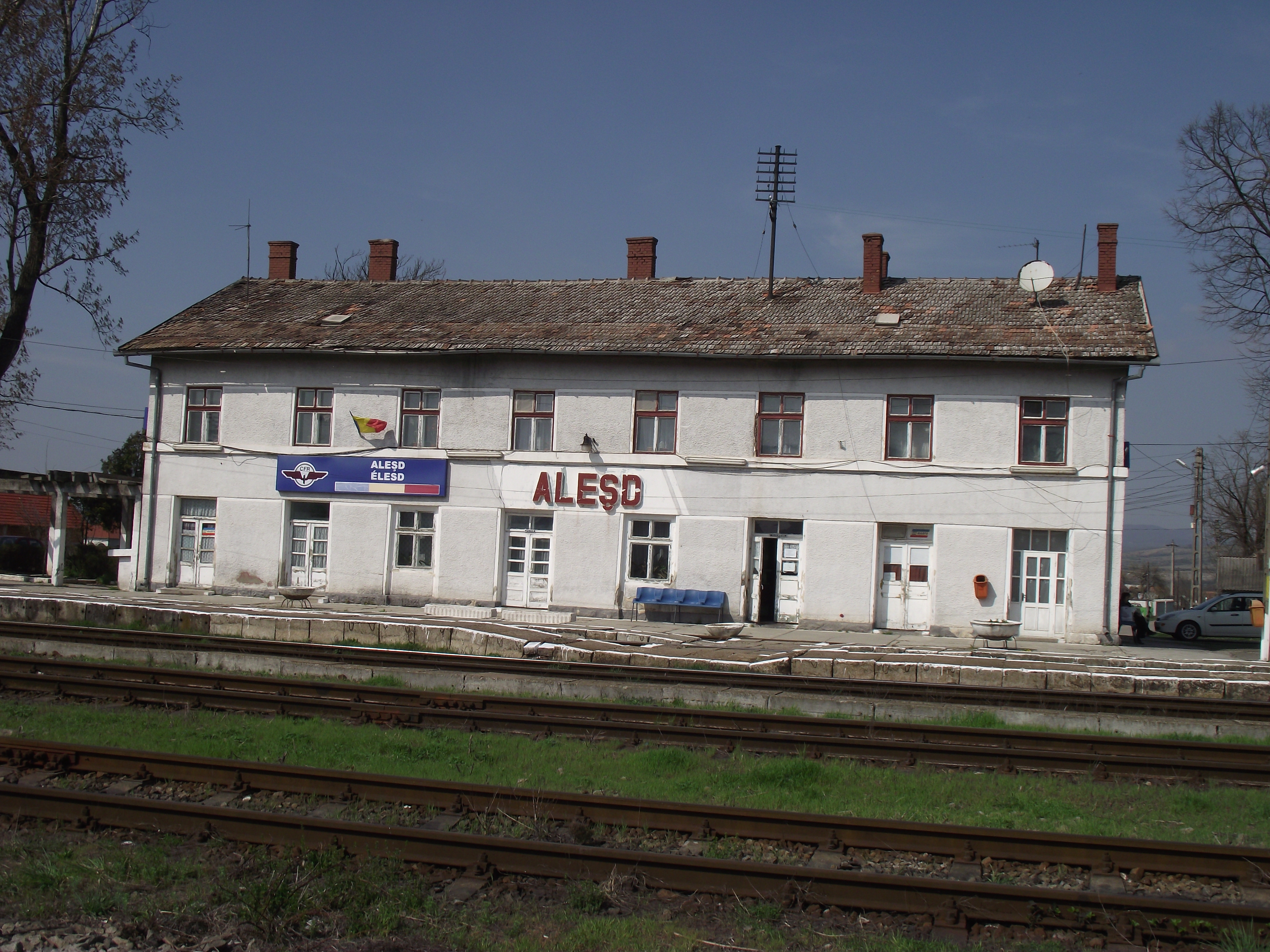
Estació de tren